# Alberto Enciso
Alberto Enciso (* 1980 in Guadalajara, Spanien) ist ein spanischer Mathematiker, der sich mit Dynamischen Systemen, mathematischer Physik, geometrischer Analysis und partiellen Differentialgleichungen befasst.
Enciso studierte Physik und Mathematik an der Universidad Complutense Madrid  (Lizenziat in Physik 2003), an der er  2007 bei Federico Finkel in mathematischer Physik promoviert wurde (Modelos de tipo Calogero-Sutherland con espín y cadenas de espines asociadas, deutsche Übersetzung: Calogero-Sutherland-Modelle mit Spin und damit verbundene Spinketten). Er forscht am Instituto de Ciencias Matemáticas (ICMAT) in Madrid, einem gemeinsamen Forschungsinstitut der drei Madrider Universitäten und der spanischen Forschungsorganisation CSIC (Consejo Superior de Investigaciones Científicas).
Mit Daniel Peralta-Salas (ICMAT) bewies er eine Vermutung von Wladimir Arnold und Keith Moffatt  über die Existenz dünner Röhren verknoteter Wirbellinien als stationäre Lösungen der Eulerschen Gleichungen der Strömungsmechanik. Sie beantworteten damit auch eine 150 Jahre alte Vermutung von Lord Kelvin (Arnold und Moffat formulierten das Problem präziser innerhalb der topologischen Theorie Dynamischer Systeme).
2011 erhielt er den Preis José Luis Rubio de Francia als bester spanischer Nachwuchsmathematiker von der Königlich Spanischen Mathematischen Gesellschaft (RSME), 2013 den Preis Antonio Valle der spanischen Gesellschaft für Angewandte Mathematik (SEMA, Sociedad Española de Matemática Aplicada) und 2014 den Wissenschaftspreis Prinz von Girona. 2014 erhielt er einen Starting Grant des European Research Council.  Mit Peralta-Salas erhielt er 2015 den Barcelona Dynamical Systems Preis.

## Schriften
- mit Daniel Peralta-Salas: Knots and links in steady solutions of the Euler equation, Annals of Mathematics, Band 175, 2012 S. 345–367
- mit Daniel Peralta-Salas: Existence of knotted vortex tubes in steady Euler flows, Acta Mathematica, Band 214, 2015, S. 61–134, Arxiv